# Диаграмма Waterfall (bridge)
Диаграмма waterfall (bridge) — это форма графической визуализации, которая позволяет определить общий (кумулятивный) эффект, последовательно представляя положительные и отрицательные значения факторов. Диаграмма waterfall также известна, как каскадная диаграмма. Иногда употребляется термин «летающие кирпичи» (ввиду визуальной схожести), однако в профессиональном контексте такой термин практически не используется. Зачастую финансисты называют такую диаграмму мост или bridge.Также метод распространен в индустриальном анализе показателей эффективности.
Диаграмма типа waterfall была популяризирована консалтинговой фирмой McKinsey & Company, специализирующейся на стратегическом управлении, в презентации для клиентов.
Не следует путать с водопадной диаграммой, используемой для трехмерного представления звука (время, частота, амплитуда).

## Обзор
Каскадная диаграмма обычно используется для понимания, как на начальное значение повлиял ряд промежуточных положительных и отрицательных факторов. Как правило начальное и конечное значения отображаются целыми столбцами, в то время как промежуточные значения обозначаются плавающими столбцами. Столбцы окрашиваются в разные цвета для разграничения положительных и отрицательных значений.

## Применение
Диаграмма waterfall может быть использована в аналитических целях, особенно для понимания или объяснения постепенного изменения, в количественном выражении, некоего значения, обусловленного влиянием положительными и отрицательными факторами.
Диаграммы waterfall могут быть использованы для различных типов количественного анализа, начиная от анализа запасов и заканчивая анализом эффективности инвестиций.

## Построение
При построении могут использовать стандартную гистограмму с накопительным итогом, линейный график с полосами повышения-понижения и основанные на этих диаграммах шаблоны или надстройки от различных производителей.